# Garraf

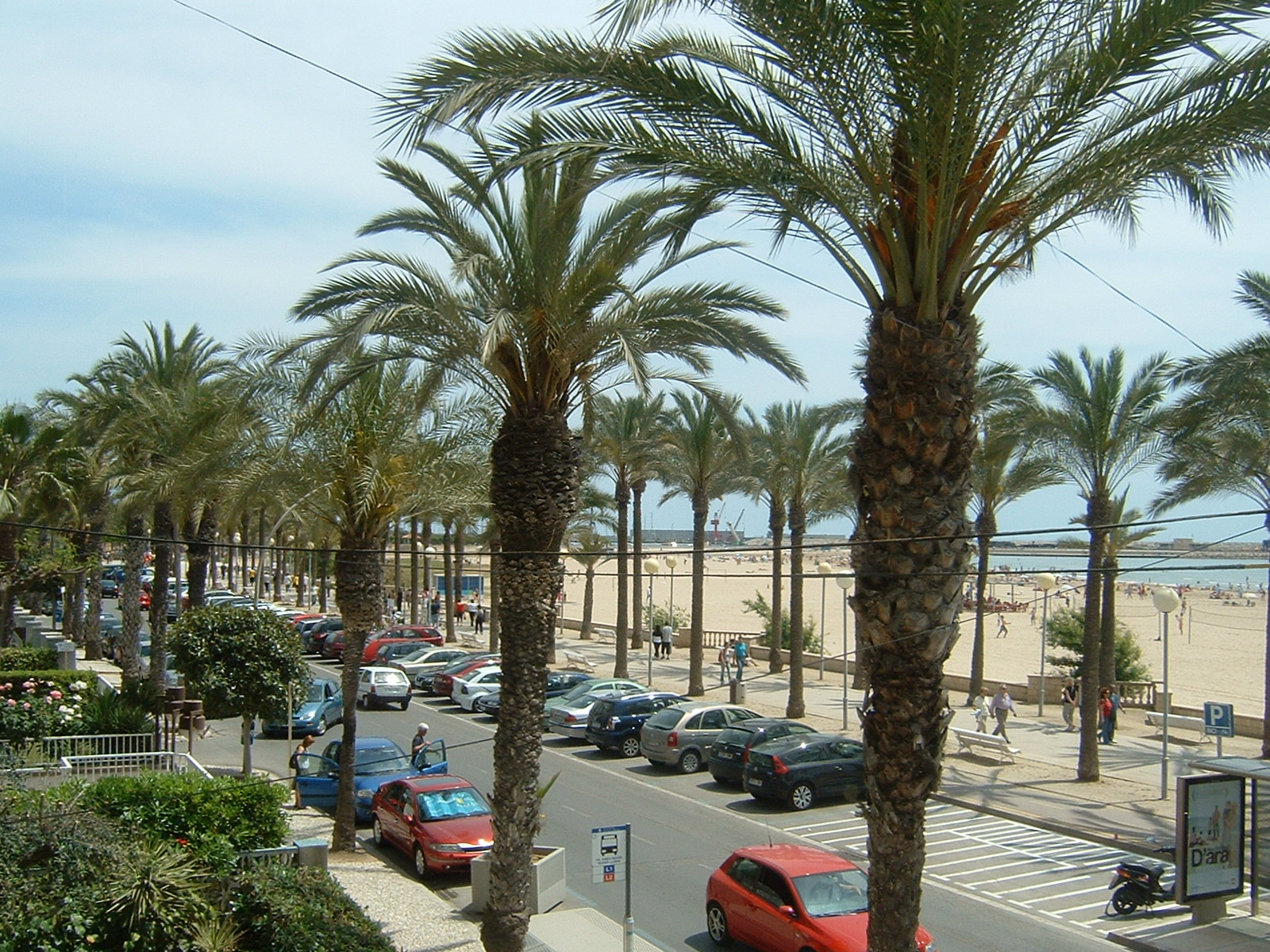
Vilanova i la Geltrú

Garraf járás (comarca) Katalóniában, Barcelona tartományban. Garraf Alt Penedès, Baix Penedès és Baix Llobregat comarcákkal határos.

## Települések
| Település                                  | Terület   | Népesség (2008) | Népsűrűség      | Weboldal                                                                           | Politikai pártok |
| ------------------------------------------ | --------- | --------------- | --------------- | ---------------------------------------------------------------------------------- | ---------------- |
| Canyelles (Canyellas)                      | 14,23 km² | 4 005 fő        | 281,45 fő./km²  | http://www.canyelles.cat                                                           | PSC-CIU-ICV      |
| Cubelles (Cubellas)                        | 13,67 km² | 13 243 fő       | 968,76 fő/km²   | http://www.cubelles.org                                                            | PSC-CIU-ERC      |
| Olivella                                   | 38,75 km² | 3 123 fő        | 80,59 fő/km²    | http://www.olivella.es                                                             | ICV-PP           |
| Sant Pere de Ribes (San Pedro de Ribas)    | 40,71 km² | 28 066 fő       | 689,41 fő/km²   | https://web.archive.org/web/20050730013648/http://www.santperederibes.org/         | PSC-ICV          |
| Sitges                                     | 43,85 km² | 27 070 fő       | 617,33 fő/km²   | http://www.sitges.com Archiválva 2021. április 17-i dátummal a Wayback Machine-ben | PSC-ICV          |
| Vilanova i la Geltrú (Villanueva y Geltrú) | 33,99 km² | 64 905 fő       | 1 909,53 fő/km² | http://www.vilanova.cat                                                            | PSC-ICV-ERC      |